# チグラン・サルキシャン
チグラン・サルキシャン（アルメニア語: Տիգրան Սարգսյան, ラテン文字転写: Tigran Sargsyan、1960年1月29日 - ）は、アルメニアの政治家。2008年4月9日から2014年4月13日まで、大統領セルジ・サルキシャン（同姓であるが血縁関係はない）の下で首相を務めた。
首相退任後は、2014年から2016年にかけて駐アメリカ合衆国大使、2016年からはユーラシア経済連合の委員長を務めている。

## 経歴
アルメニア・ソビエト社会主義共和国のキロヴァカン（現在のヴァナゾル）に生まれた。1980年から1983年にサンクトペテルブルク財政・経済学大学で、1983年から1987年に大学院でそれぞれ学び、博士号を取得。その後、1987年から1990年にかけてアルメニア経済企画庁科学研究院対外経済部長を、1988年から1993年にかけて若い科学者や専門家でつくる共和国委員会の委員長を、1990年から1995年にかけてアルメニア共和国最高会議メンバーと金融・債権・予算常設委員会委員長を、1995年から1998年にかけて社会改革科学研究院理事とアルメニア銀行協会会長を歴任した。1998年3月3日からはアルメニア中央銀行（CBA）総裁を務めており、任期満了に伴い行われた2005年3月2日の国民議会投票では、有効票92票のうち86票を獲得し再選された。
前任の首相セルジ・サルキシャンが大統領に就任した2008年4月9日、チグラン・サルキシャンは首相に選ばれた。これに伴い、総裁職は辞職した。
2014年4月13日、突如として首相の辞任を表明した。理由は「一身上の都合」とされ、はっきりとはしていない。後任の首相はホヴィク・アブラハミャン。
結婚しており、子供が3人、孫が1人いる。